# Vaixell de Hjortspring
El Vaixell de Hjortspring (en danés: Hjortspringbaden) és una embarcació preromana de l'edat del ferro, construïda al voltant del 400-300 abans de la nostra era a Escandinàvia. La descobriren el 1921-1922 a l'illa d'Als de Dinamarca. És la troballa més antiga d'un vaixell de taulons de fusta a Escandinàvia i s'assembla a les imatges de petròglifs de vaixells de l'edat del bronze nòrdica que es troben arreu de la zona.
El vaixell està construït amb el mètode de casc trincat i té una eslora total de 19 m, una eslora interior de 13,6 m i una màniga de 2 m. Té deu bancades que podrien haver servit com a seients i que alberguen espai per a dues persones, i això indica que podria haver tingut una tripulació d'unes 20 persones que empenyien el vaixell amb rems. El vaixell pesava uns 530 quilograms, per tant era fàcilment transportable.(2)

## Troballes relacionades

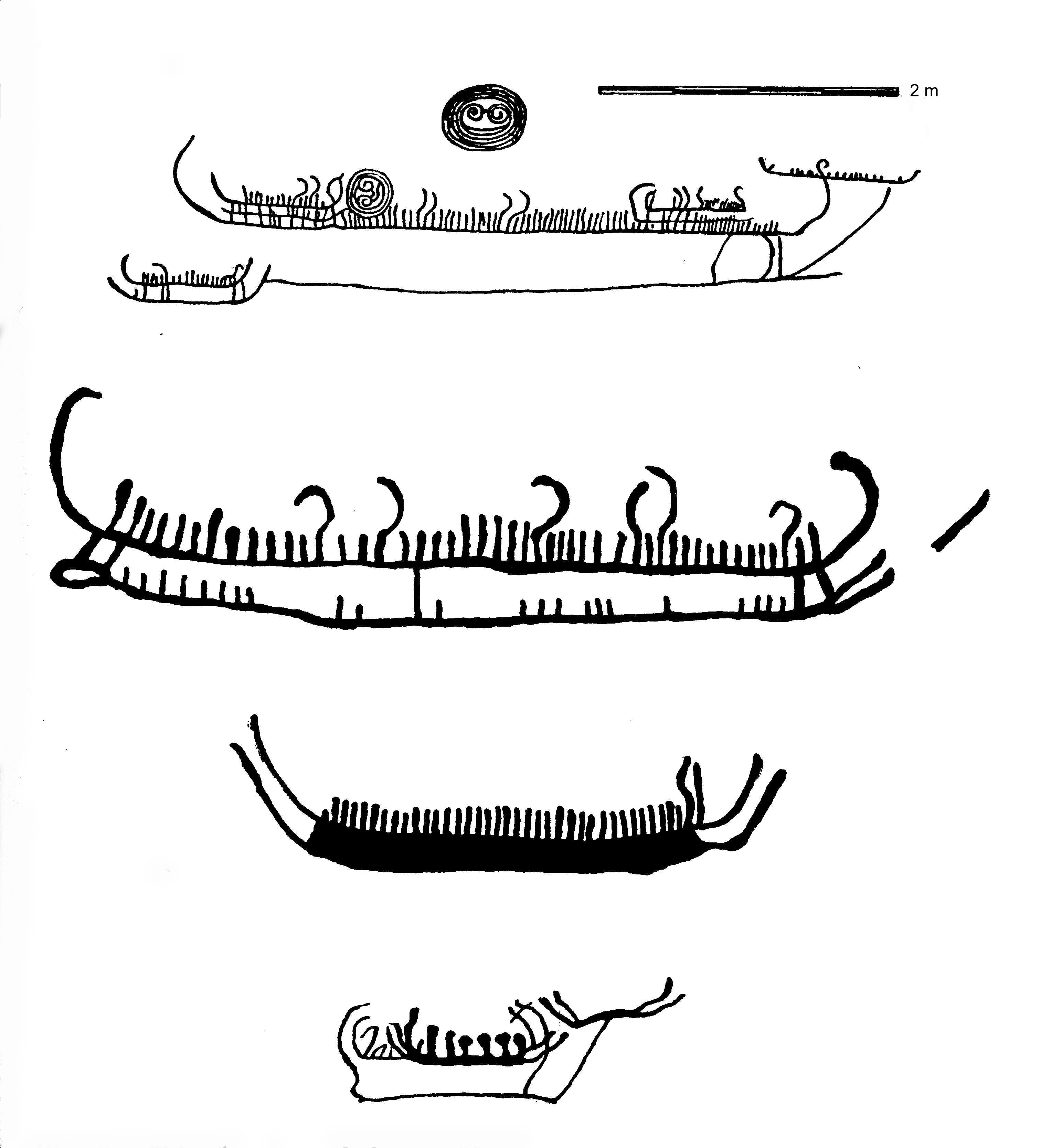
Petròglifs de vaixells de l'edat del bronze nòrdica a Escandinàvia

Quan el vaixell fou desenterrat, contenia una gran quantitat d'armes i armadures: 131 escuts celtes, 33 umbons, 138 puntes de llança de ferro, 31 puntes de llança d'os o asta, 11 espases de ferro d'un sol tall i les restes d'alguns ausbergs. Dues espases havien estat doblegades deliberadament, la qual cosa es creu que era una pràctica relacionada amb rituals de l'edat del ferro. La punta de llança més llarga feia 43,5 cm de llarg. També hi havia bols, caixes, eines de ferrer i altres articles quotidians.(2)
L'enfonsament del vaixell en el pantà s'ha considerat una ofrena. Açò es veu reforçat per la presència d'un cavall desmembrat col·locat davall del vaixell en el moment de l'enterrament, junt amb un xai, un vedell i dos gossos. S'han descobert moltes tombes a Dinamarca d'aquest període que contenen objectes funeraris semblants i animals sacrificats, com ara cavalls, gossos, xais, vaques i altres éssers humans.

## Construcció

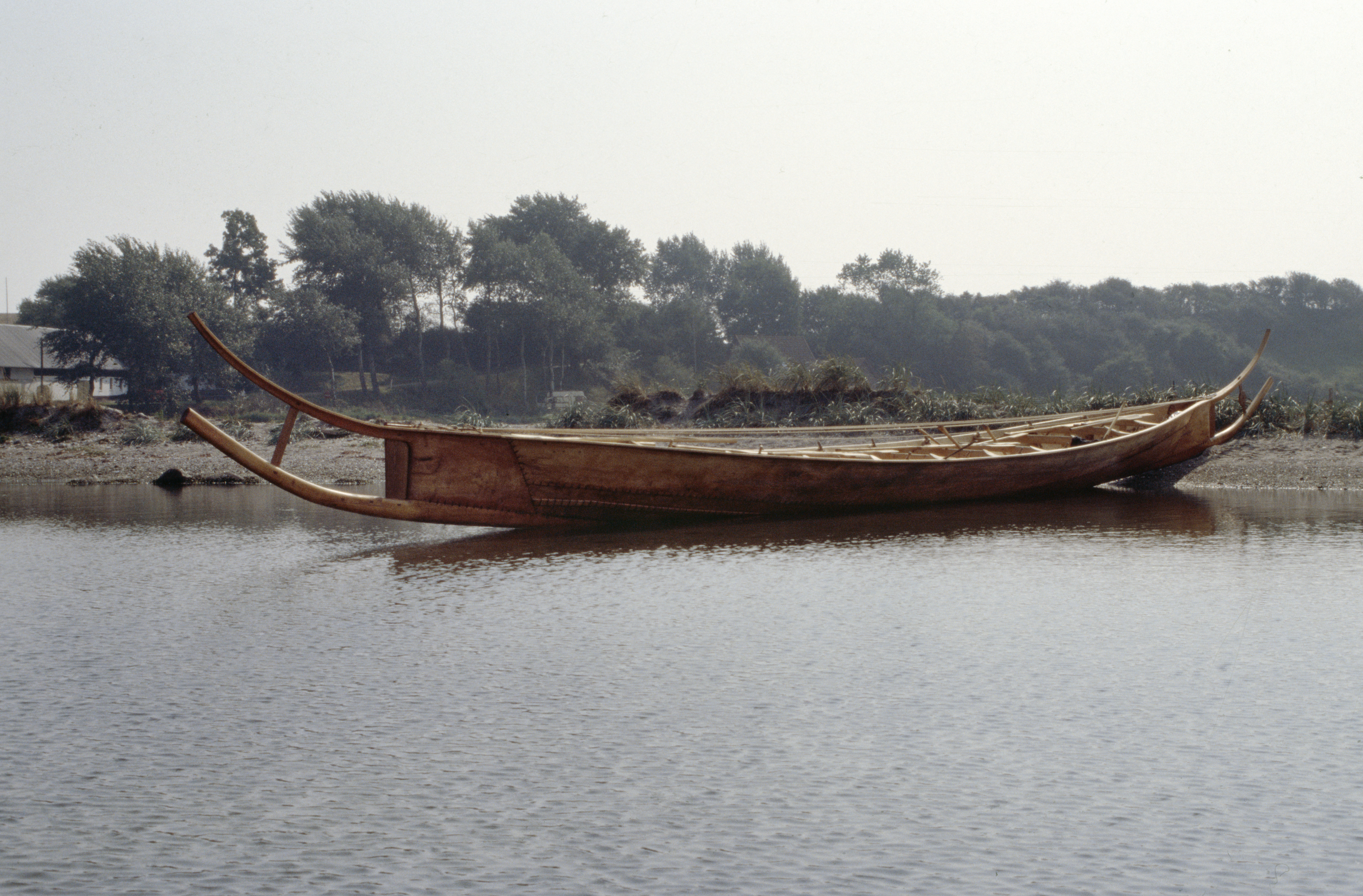
Reconstrucció del vaixell de Hjortspring

El Vaixell de Hjortspring fou construït amb taulons de fusta de til·ler cosits amb cordes d'escorça de til·ler, arrel d'avet o cuir no adobat. Es feu servir brea per a calafatejar les costures, per fer el vaixell impermeable. Un tronc de piragua en formava la taula inferior, que també feia de quilla, amb dues taules més, o filades, unides a banda i banda per a formar el casc. Això permetia que el vaixell s'assentàs a l'aigua i pogués travessar aigües poc profundes, fins i tot amb una tripulació completa i una càrrega pesada.
S'empraren bigues buides per a fer els pals de proa i popa. Aquestes peces, junt amb la taula inferior, s'estenien cap endavant i endarrere des del casc per a formar els "pics" d'aquesta mena de vaixells. Els puntals verticals de roure, assegurats amb clavilles de fusta i brea, sostenien els "pics" superior i inferior i tots dos extrems del vaixell. Unes fines branques d'avellaner formaven les nervadures, amarrades a llistons als taulons. Aquests llistons es van fer tallant la resta de les taules dels taulons, i això creava un punt d'unió sense necessitat de sostenir cada nervadura per separat amb amarraments o clavilles a les taules del casc. Els taulons del casc i les costelles d'avellaner, els sostenien bancades i nervadures de suport més grosses de freixe.

L'alt nivell d'artesania de la troballa arqueològica indica que els mètodes de construcció emprats per al vaixell de Hjortpsring són significativament més antics que la mateixa embarcació.
- Model a escala del vaixell
- Croquis amb l'escala i els angles correctes
- Gravats rupestres de vaixells

## Embarcacions posteriors
El Vaixell de Hjortspring es va construir segons un estil i mètode utilitzat si més no fins al segle iii. En troballes posteriors, hi ha cada vegada més reblons de metall i la construcció de la popa se simplifica a una sola forma corba que s'estenia i s'estrenyia cap a fora des del casc. Les proes es feien d'una sola peça de fusta o de peces múltiples unides entre si. Molts mètodes essencials de construcció de vaixells que es veuen en el Vaixell de Hjortspring van sobreviure fins a l'era vikinga, com es pot comprovar en les troballes de vaixells de Holsnøy (200), Nydam (300-400), Sutton Hoo (600-700) i Kvalsund (690).(3)